# Cryolipolyse
Cryolipolyse is een methode om vetcellen in het menselijk lichaam af te breken door ze bloot te stellen aan koeling. 
Coolsculpting is een vorm van Cryolipolyse en is een geregistreerd en gecertificeerd handelsmerk in handen van Allergan. Volgens de handelsmerkregistratie verwijst het naar een medisch apparaat dat wordt gebruikt om vet te vernietigen. Het principe is gebaseerd op gecontroleerde koeling van bepaalde lichaamsdelen, voor niet-invasieve plaatselijke vermindering van vetophopingen, ter verbetering van de lichaamscontouren. De blootstelling aan koeling zou celvernietiging veroorzaken van onderhuids vetweefsel, zonder schade aan te brengen aan ander omliggend weefsel. De methode wordt gepresenteerd als een niet-chirurgisch alternatief voor liposuctie.

## Methode
Onder leiding van dermatoloog dr. Dieter Manstein van de Harvard Medical School is aangetoond dat vetcellen slechter tegen kou kunnen dan andere lichaamscellen. Gebaseerd op deze kennis werd Cryolipolyse ontwikkeld. Met behulp van pads wordt door middel van precies gecontroleerde verwarming en snelle afkoeling onderhuids vetweefsel kapotgemaakt. De warmte stimuleert de cellen, door de daaropvolgende onderkoeling breken de vetcellen af.

## Resultaten
De studies werden deels gefinancierd door de fabrikant van het apparaat. De eerste resultaten verschenen in 2009, toen Coleman e.a. Cryolipolyse hadden toegepast op de love handles van tien proefpersonen, tijdens één enkele behandeling. Elke behandeling duurt minder dan een uur en vereist geen verdoving. Na één behandeling constateerden de proefpersonen een vetvermindering van 20% na 2 maanden en 25% na 6 maanden. Het lipolytische effect van de behandeling wordt vanaf 2 maanden tot 6 maanden na de behandeling waargenomen.
In een Italiaanse studie werd een afname van het onderhuidse vet gemeld maar opmerkelijk genoeg geen afname van het gewicht. Een verklaring hiervoor ontbreekt.

## Werkzaamheid
De onderbouwing voor de cryolyse- of cryolipolysemethode is tot nu toe beperkt. Bij de gepubliceerde studies ontbrak een controlegroep, het aantal proefpersonen was klein, en de publicaties geven geen nauwkeurige kwantitatieve gegevens over gewicht en lichaamsomtrekken. Ook is niet bekend  hoe snel het vet weer terugkomt.

## Bijwerkingen
De bijwerkingen zijn gebaseerd op een beperkt aantal ervaringen. Tijdelijke lokale roodheid, blauwe plekken en lichte gevoelloosheid van de huid zijn enkele bijwerkingen van de behandeling, die zijn voorgekomen. Echter, na verloop van tijd verdwenen deze bijwerkingen vanzelf. Het effect op de zenuwen is tevens onderzocht, maar hierin werden geen nadelige bijwerkingen geconstateerd. Tijdens de 6 maandelijkse nacontrole werden geen ernstige langdurige bijwerkingen aangetroffen. Littekens, zweren of veranderingen in bloedlipiden en leverfuncties zijn niet gemeld.. 
Gezien de beperkte ervaring met de techniek zijn bijwerkingen en schade op langere termijn niet uit te sluiten.